# Diane Schoemperlen
Diane Schoemperlen est une écrivaine canadienne née à Thunder Bay (Ontario) le 9 juillet 1954.

## Biographie
Diane Schoemperlen est née à Thunder Bay où elle a passé son enfance. Elle a poursuivi des études à Lakehead University. Après ses études universitaires, elle a étudié durant un été au Banff Centre auprès d'Alice Munro et de W.O. Mitchell.
Elle a enseigné la création littéraire au St. Lawrence College, à l'Université de Toronto ainsi qu'à la Kingston School of Writing,.
Elle publie en 1990 son livre The Man of My Dreams qui lui permet d'être finaliste au Trillium Award ainsi qu'au Prix du Gouverneur général.
Publié en 1998, son roman Forms of Devotion remporte le prix du Gouverneur général. La traduction en français, Encyclopédie du monde visible, est publiée en 2013. Ce livre de fiction s'avère hétéroclite : « C’est un mélange d’histoires, de méditations, d’essais » précise l'auteure. Les illustrations, surtout des gravures anciennes, servent à lier les différents textes entre eux.
Son livre Forms of Devotion a été adapté pour le théâtre dans une mise en scène de Mark Cassidy qui fut présentée à Kingston et à Toronto.
Dans By The Book: Stories and Pictures paru en 2014, l'auteure propose un travail de collage de textes et d'images.
En 2016, elle publie This is Not My Life, un récit qui raconte son histoire d'amour avec un prisonnier condamné pour meurtre,.
Son travail fait l'objet de plusieurs prix et nominations,,.
Son écriture est parfois qualifiée d'innovante et d'expérimentale, puisque l'auteure joue souvent avec les formes et les structures habituelles de l'écriture littéraire. Elle s'intéresse au travail sur le rythme dans l'écriture en prose comme on le fait plus généralement en poésie.
En plus de son propre travail d'écriture, Diane Schoemperlen se démarque aussi comme éditrice. Elle dirige entre autres la publication de l'ouvrage Vital Signs: New Women Writers in Canada, sorti en 1987, et de Coming Attractions '96, sorti en 1996.
Elle vit maintenant à Kingston,.

### Fiction
- Double Exposures, Toronto, Coach House Press, 1984, 101 p.  (ISBN 0-88910-280-5)
- Frogs & Other Stories, Kingston, Quarry Press, 1986, 115 p.  (ISBN 0-919627-38-2)
- Hockey Night in Canada, Kingston, Quarry Press, 1987.  (ISBN 978-1-55082-003-4)
- The Man of My Dreams, Toronto, Macmillan, 1990, 243 p.  (ISBN 0-7715-9973-0)
- Hockey Night in Canada & Other Stories, Kingston, Quarry Press, 1991, 198 p.  (ISBN 1-55082-003-6)
- In the Language of Love: A Novel in 100 Chapters, Toronto, Harper Perennial, 1994, 350 p.  (ISBN 0-00-224373-3)
- Forms of Devotion, Toronto, Harper Collins, 1998, 223 p.  (ISBN 0-670-87696-8)
- Our Lady of the Lost and Found, Toronto, Harper Perennial, 2001, 432 p.  (ISBN 0-00-225510-3)
- Red Plaid Shirt, Toronto, Harper Collins, 2002, 288 p.  (ISBN 0-00-200518-2)
- Names of the Dead : An Elegy for the Victims of September 11, Toronto, Viking / Penguin Group, 2004, 237 p.  (ISBN 978-0-67004-448-1)
- At a loss for words : a post-romantic novel, Toronto, Harper Collins, 2008, 188 p.  (ISBN 978-0-00-200881-5)
- By the Book : Stories and Pictures, Windsor, Biblioasis, 2014, 218 p.  (ISBN 978-1-92742-881-8)

### Récit
- This is Not My Life. A Memoir of Love, Prison, and Other Complications, Toronto, Harper Collins, 2016, 354 p.  (ISBN 978-1-44343-420-1)

### Traductions

#### En français
- Encyclopédie du monde visible, Québec, éditions Alto, 2013, 278 p.  (ISBN 978-2-89694-107-0)
- Tendres morsures, Paris, Autrement, 2002, 428 p.  (ISBN 978-2-74670-191-5)

#### En allemand
- In der Sprache der Liebe, Munich, Piper, 1998.  (ISBN 3-492-03893-X)
- Formen der Zuneigung. Geschichten und Bilder, Trad. Margarete Längsfeld, Munich, Piper, 1999.  (ISBN 978-3-49204-128-7)

#### En espagnol
- Formas de devoción : historias y grabados, Barcelona, Seix Barral, 2000, 223 p. (ISBN 8432219452)

#### En suédois
- Kärlekens språk : En roman i 100 kapitel, Prisma/Arleskär, 1996.  (ISBN 978-9-15182-957-9)

## Prix et honneurs
- 1998: Prix du Gouverneur général 1998 pour Forms of Devotion (édition originale anglaise de l'Encyclopédie du monde visible)[1]
- 2007: Prix «Marian Engel Award» en 2007[11]
- 2017: Prix «Matt Cohen Award»[9]
- 2017: Finaliste pour le Prix RBC Taylor en 2017 pour This Is Not My Life: A Memoir of Love, Prison, and Other Complications[14]
- 2018: Prix Molson par le Conseil des arts du Canada [9]